# Georges Pire
Dominique Georges Pire (Georges Charles Clement Ghislain Pire) (Dinant, 1910. február 10. – Leuven, 1969. január 30.) belga nemzetiségű domonkos-rendi pap volt, aki a második világháború után az európai menekültek érdekében végzett tevékenysége révén 1958-ban Nobel-békedíjat kapott.

## Élete
Pire 1910-ben a belgiumi Namur tartományban található Dinant városban született, szülei Georges Pire köztisztviselő és Berthe (Ravet) Pire.
Tanulmányait a Collège de Bellevue középiskolában végezte, ahol filozófiát és bölcsészetet tanult. 18 évesen belépett a közeli Huy városban található La Sarte domonkos-rendi kolostorba. 1932. szeptember 23-án tette le szerzetesi esküjét és ekkor a rend alapítója után a Henrik Domonkos nevet vette fel. Ezt követően a római domonkos egyetemen (Pontificia Università San Tommaso d’Aquino (Angelicum)) teológiát és társadalomtudományt hallgatott. 1936-ban szerezte meg doktori fokozatát teológiából, doktori értekezésének címe: L’Apatheia ou insensibilité irréalisable et destructrice (Apátia avagy lappangó és destruktív érzéketlenség).
Ezután visszatért a La Sarthe kolostorba, ahol a környékbeli szegény családok megsegítésével kezdett foglalkozni, ekkor alapította "Service d'entr'aide familiale" nevű szervezetét. A gyermekek nyaralásának támogatására létrehozta a "Stations de plein air de Huy" nyári szabadtéri tábort.
A második világháború alatt a belga ellenállási mozgalom tagja és káplánja volt, az általa létrehozott szervezetek pedig az éhező francia és belga gyermekek ellátásával foglalkoztak. Pire maga aktívan részt vett az ellenállásban, hírszerzési adatokat gyűjtött és részt vett a Belgium felett lelőtt szövetséges pilóták kimenekítésében és ezért a háború után több kitüntetésben is részesült.

## Munkája a menekültekkel

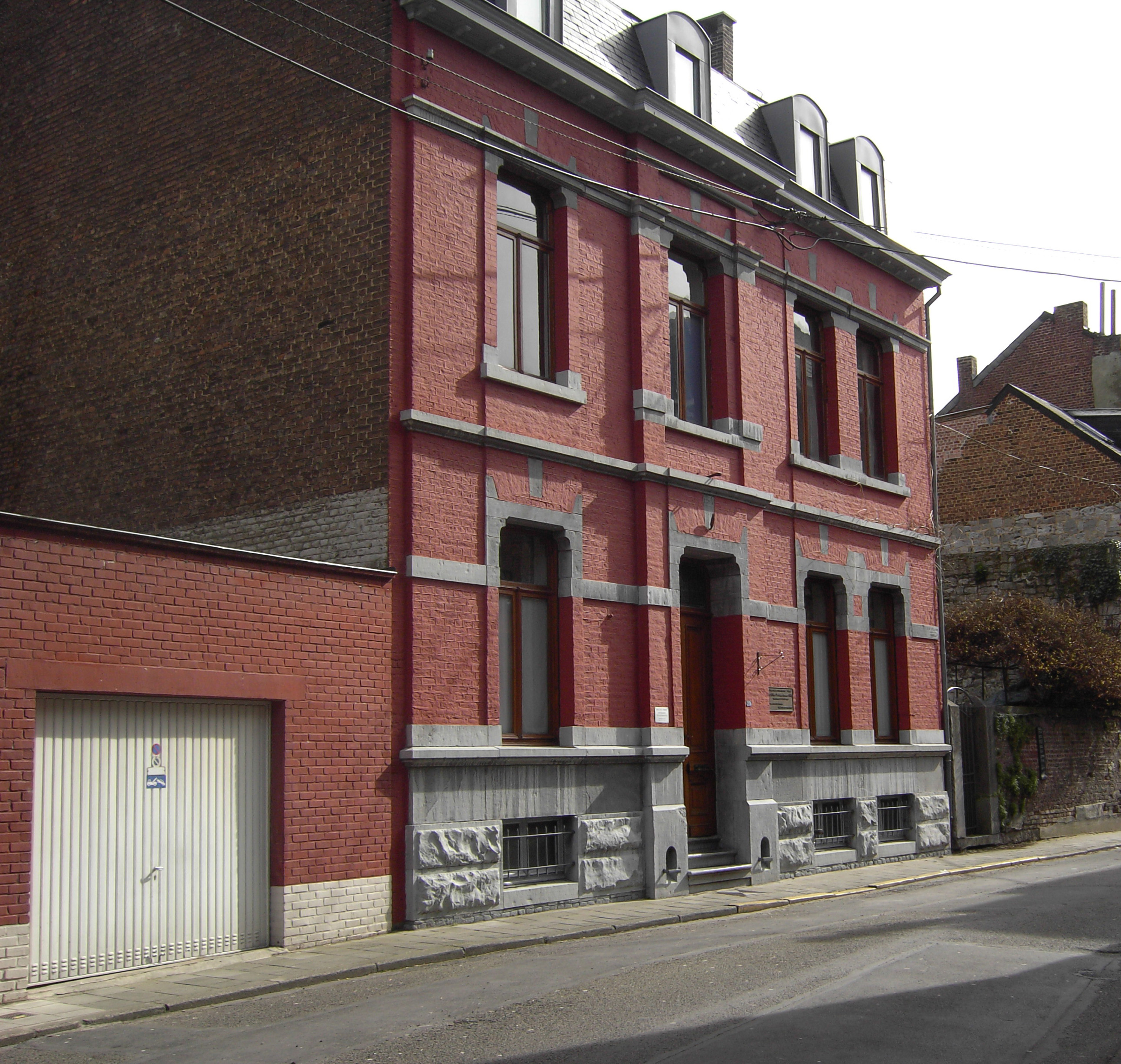
Pire szülőháza Dinant városban

1949-ben kezdte tanulmányozni a háború utáni menekültek helyzetét és erről tanulmányt is írt, Du Rhin au Danube avec 60,000 D. P. címmel (A Rajnától a Dunáig 60 000 menekülttel). Miután végiglátogatta az Ausztriában létrehozott menekülttáborokat, Pire megszervezte a menekült családok támogatását. A támogatást három szinten szervezte:
- az első szinten a részt vevő családok leveleket és csomagokat küldhettek a menekülteknek, 1960-ra több, mint 18 család vett részt ebben.
- a második szinten négy otthon hozott létre az idős menekültek ellátására, mind a négyet Belgiumban: Huy (1950), Esneux (1951), Aartselaar (1953), és Braine-le-Comte (1954)
- és végül 1960-as években részt vett számos, Ausztriában és Németországban létrehozott, a menekülteket elszállásoló falu felépítésében. Ezeket a falvakat kb. 150 fő részére tervezték, helyük Aix-la-Chapelle, Németország (1956); Bregenz, Ausztria (1956); Augsburg, Germany (1957); Berchem-Sainte-Agathe, Belgium, (a "Fridtjof Nansen falu", 1958); Spiesen (az "Albert Schweitzer Falu", 1958); Wuppertal, Németország (az "Anne Frank Falu, 1959); Euskirchen, Németország (1962)

1957-ben alapította meg a menekültek segélyezését összefogó szervezetet (Aide aux Personnes Déplacées), amelynek tevékenységét az egész Európára kiterjedő mozgalom (a l'Europe du Cœur) keretén belül összegyűjtött támogatások segítségével finanszírozták. Tevékenységét 1958-ban a Nobel-békedíjjal honorálták.

## 1958 után
A Nobel-békedíj elnyerése révén keltett figyelmet kihasználva Pire a menekültsegítő mozgalmat Európán kívül is meg akarta teremteni, ezért 1959-ben létrehozta az "l'Europe du Cœur au Service du Monde" szervezetet.
1960-ban Huy-ban megalapította a "Béke Egyeteme" (Université de Paix) nevű szervezetet, amely a családon belüli és a munkahelyi erőszak elleni oktatást végzi.
Mivel Pire meggyőződése volt, hogy a szegénység eltörlése nélkül nem lehetséges a tartós béke megteremtése, létrehozta a "Béke Szigetei" (Iles de Paix / Vredeseilanden) nevű szervezetet, amely a fejlődő országokban hosszú távú fejlesztési projekteket támogat. Az ötlet egy 1960-as pakisztáni látogatás után született és az első program, 1962 és 1967 között, a kelet-pakisztáni (ma Banglades) Gohira-ban az élelmiszer-termelés, az egészségügyi ellátás, az oktatási és szabadidős programok fejlesztését támogatta. A második, hatéves program 1969-ben az indiai szubkontinens déli csücskéhez közel, Kalakkad városában indult hasonló célkitűzésekkel.
Pire 1969. január 30-án a leuveni katolikus kórházban halt meg, egy korábbi műtét után fellépő komplikációk miatt. Több, mint 30 évvel halála után az általa létrehozott szervezetek ma is aktívak.

## A Pire által alapított szervezetek
- Service d'Entraide Familiale: a nehéz helyzetben lévő személyek szociális integrációját támogató szervezet.
- Aide aux Personnes Déplacées: a Belgiumban élő menekültek és a fejlődő országokban élő gyermekek támogatásával foglalkozó szervezet.
- Université de Paix: a munkahelyi és a családon belüli konfliktusok megelőzésén fáradozó szervezet.
- Iles de Paix: hosszútávú fejlesztési projekteket irányít Burkina Faso, Benin, Mali, Bissau-Guinea, Ecuador, Bolívia és Peru területén.